# Saint-Jean-de-la-Haize
Saint-Jean-de-la-Haize é uma comuna francesa na região administrativa da Normandia, no departamento Mancha. Estende-se por uma área de 8,92 km². Em 2010 a comuna tinha 537 habitantes (densidade: 60,2 hab./km²).